# Calatayud (DO)
Pour les articles homonymes, voir Calatayud (homonymie).

Les quatre appellations de la région d'Aragon, (Espagne)

Le Calatayud est un vin d'Espagne à d'appellation d'origine protégée. La zone de production se trouve à l'ouest de la province de Saragosse, formée par 46 municipalités dont le chef lieu est la ville de Calatayud où se trouve le conseil régulateur du vin.

## L’environnement
C'est une région arrosée par les rivières Jalón, Jiloca, Piedra, Mesa, Ribota et le Manubles, qui s'étend sur 8 000 ha. L'AOC compte treize caves inscrites.
L'altitude moyenne des vignobles se situe entre 550 et 800 mètres sur le niveau de la mer, les sols sont calcaires.
Le climat est continental avec une pluviométrie d'entre 300 et 400 mm. annuels.

### Histoire
La première référence écrite sur les vins de Calatayud date du Ier siècle.

## Cépages
- Rouges:* Cabernet Sauvignon, Merlot, Syrah, Chardonnay, Tempranillo et Grenache.
- Blancs: Macabeu, Malvasía, Grenache blanc, Chardonnay et Moscatel.

## Millésimes
- 1990 Très Bon
- 1991 Bon
- 1992 Bon
- 1993 Très Bon
- 1994 Très Bon
- 1995 Bon
- 1996 Très Bon
- 1997 Moyen
- 1998 Bon
- 1999 Bon
- 2000 Très Bon
- 2001 Très Bon
- 2002 Bon
- 2003 Très Bon
- 2004 Très Bon

## Caves
- Bodegas San Alejandro
- Bodegas Virgen de la Sierra
- Bodegas Ateca
- Bodega Agustin Cubero
- Bodegas y Viñedos del Jalón
- Bodega Ludovic Vano

### Sources
- (es) Cet article est partiellement ou en totalité issu de l’article de Wikipédia en espagnol intitulé « Calatayud (vino) » (voir la liste des auteurs).